# Abrothrix markhami
Abrothrix markhami är en däggdjursart som beskrevs av Leo Pine 1973. Abrothrix markhami ingår i släktet Abrothrix och familjen hamsterartade gnagare. Inga underarter finns listade i Catalogue of Life.
Denna gnagare förekommer på Isla Wellington (södra Chile) och på mindre öar i närheten. Arten vistas där i skogar.